# Campeonato Provincial de Fútbol de Segunda Categoría de Santa Elena 2020
El Campeonato Provincial de Fútbol de Segunda Categoría de Santa Elena 2020 fue un torneo de fútbol en Ecuador en el cual compitieron equipos de la Provincia de Santa Elena. El torneo fue organizado por Asociación de Fútbol Profesional de Santa Elena (AFPSE) y avalado por la Federación Ecuatoriana de Fútbol. El torneo empezó el 29 de agosto de 2020 y finalizó el 3 de octubre de 2020. Participaron 4 clubes de fútbol y entregó un cupo a los play-offs de la Segunda Categoría 2020 por el ascenso a la Serie B, además el campeón se clasificó a la 1.ª fase de la Copa Ecuador 2021.

## Sistema de campeonato
El sistema determinado por la Asociación de Fútbol Profesional de Santa Elena fue el siguiente:
- Se jugó una etapa con los cuatro equipos establecidos, fue todos contra todos ida y vuelta en 6 fechas, al final el equipo que terminó en primer lugar clasificó a los play-offs de la Segunda Categoría 2020 y a la primera fase de la Copa Ecuador 2021.

## Equipos participantes
| Equipos participantes     | Equipos participantes | Equipos participantes |
| ------------------------- | --------------------- | --------------------- |
|                           |                       |                       |
| Equipo                    | Ciudad                | Estadio               |
| Dreamers Fútbol Club      | Santa Elena           | El Dorado             |
| Santa Elena Sporting Club | Santa Elena           | El Dorado             |
| Club Sport Ecuador        | Montañita             | El Dorado             |
| Club Sport Bilbao         | Anconcito             | El Dorado             |

## Equipos por cantón
| Cantón                                                                      | N.º | Equipos                                              |
| --------------------------------------------------------------------------- | --- | ---------------------------------------------------- |
| [[Archivo:\|20x20px\|border\|Bandera de Santa Elena (Ecuador)]] Santa Elena | 3   | - Dreamers F. C. - Santa Elena S. C. - C. S. Ecuador |
| Salinas                                                                     | 1   | - Sport Bilbao SV                                    |

## Clasificación
|                                                                 |    | Equipo            | PJ | PG | PE | PP | GF | GC | DG  | PTS |
| --------------------------------------------------------------- | -- | ----------------- | -- | -- | -- | -- | -- | -- | --- | --- |
| [[Archivo:\|20x20px\|border\|Bandera de Santa Elena (Ecuador)]] | 1. | Santa Elena S. C. | 6  | 5  | 1  | 0  | 11 | 2  | +9  | 16  |
|                                                                 | 2. | Sport Bilbao      | 6  | 4  | 1  | 1  | 17 | 6  | +11 | 13  |
| [[Archivo:\|20x20px\|border\|Bandera de Santa Elena (Ecuador)]] | 3. | C. S. Ecuador     | 6  | 1  | 1  | 4  | 8  | 13 | −5  | 4   |
| [[Archivo:\|20x20px\|border\|Bandera de Santa Elena (Ecuador)]] | 4. | Dreamers F. C.    | 6  | 0  | 1  | 5  | 3  | 18 | −15 | 1   |

|  | Campeón y clasificado a los zonales de Segunda Categoría 2020 y la 1.ª fase de la Copa Ecuador 2021. |

## Evolución de la clasificación
| Equipo / Jornada                                                                  | 01 | 02 | 03 |
| --------------------------------------------------------------------------------- | -- | -- | -- |
| Sport Bilbao                                                                      | 2  | 2  | 2  |
| [[Archivo:\|20x20px\|border\|Bandera de Santa Elena (Ecuador)]] Dreamers F. C.    | 4  | 4  | 4  |
| [[Archivo:\|20x20px\|border\|Bandera de Santa Elena (Ecuador)]] Santa Elena S. C. | 1  | 1  | 1  |
| [[Archivo:\|20x20px\|border\|Bandera de Santa Elena (Ecuador)]] C. S. Ecuador     | 3  | 3  | 3  |

| Equipo / Jornada                                                                  | 04 | 05 | 06 |
| --------------------------------------------------------------------------------- | -- | -- | -- |
| Sport Bilbao                                                                      | 2  | 2  | 2  |
| [[Archivo:\|20x20px\|border\|Bandera de Santa Elena (Ecuador)]] Dreamers F. C.    | 4  | 4  | 4  |
| [[Archivo:\|20x20px\|border\|Bandera de Santa Elena (Ecuador)]] Santa Elena S. C. | 1  | 1  | 1  |
| [[Archivo:\|20x20px\|border\|Bandera de Santa Elena (Ecuador)]] C. S. Ecuador     | 3  | 3  | 3  |

## Resultados

### Primera vuelta
| Santa Elena SC | 2 - 1 | SC Ecuador   | El Dorado | 29 de agosto | 10ː00 |
| Dreamers       | 1 - 2 | Sport Bilbao | El Dorado | 29 de agosto | 14ː00 |

| Sport Bilbao   | 2 - 1 | SC Ecuador | El Dorado | 5 de septiembre | 10ː00 |
| Santa Elena SC | 2 - 0 | Dreamers   | El Dorado | 5 de septiembre | 14ː00 |

| Dreamers       | 1 - 1 | SC Ecuador   | El Dorado | 12 de septiembre | 10ː00 |
| Santa Elena SC | 1 - 1 | Sport Bilbao | El Dorado | 12 de septiembre | 14ː00 |

### Segunda vuelta
| SC Ecuador   | 4 - 0 | Dreamers       | El Dorado | 19 de septiembre | 10ː00 |
| Sport Bilbao | 0 - 1 | Santa Elena SC | El Dorado | 19 de septiembre | 14ː00 |

| SC Ecuador | 1 - 6 | Sport Bilbao   | El Dorado | 26 de septiembre | 10ː00 |
| Dreamers   | 0 - 3 | Santa Elena SC | El Dorado | 26 de septiembre | 14ː00 |

| Santa Elena SC (C) | 2 - 0 | SC Ecuador | El Dorado | 3 de octubre | 10ː00 |
| Sport Bilbao       | 6 - 1 | Dreamers   | El Dorado | 3 de octubre | 14ː00 |

## Campeón
| |
| |
| Campeón Santa Elena Sporting Club 1.er título Clasifica a los play-offs de Segunda Categoría 2020 y a la 1.ª fase de la Copa Ecuador 2021. |